# Ogba-Egbema-Ndoni
Ogba-Egbema-Ndoni é uma área de governo local do estado de Rios, na Nigéria, com sede em Omocu. Tem 969 quilômetros quadrados e de acordo com o censo de 2016, havia 398 000 residentes.